# Campionatul European de Handbal Feminin pentru Junioare din 2017
Campionatul European de Handbal Feminin U17 din 2017 a fost a XIII-a ediție a turneului organizat de Federația Europeană de Handbal (EHF) și s-a desfășurat în Slovacia, între 10 și 20 august 2017. Începând cu ediția din 2017 a fost introdus un nou sistem, care prevede trei turnee finale separate: turneul principal din Slovacia, la care au luat parte 16 echipe cel mai bine clasate din punct de vedere al coeficienților EHF, și alte două turnee grupate sub titulatura Campionatul Feminin EURO U17, organizate în Lituania și Macedonia, la care au luat parte 20 de echipe cel mai slab clasate din punct de vedere al coeficienților EHF, câte 10 în fiecare turneu.

## Selecția gazdelor
Pe 18 martie 2016, membrii Comitetului Executiv al EHF întruniți la Bordeaux, în Franța, au anunțat că, urmare a unor inspecții satisfăcătoare, Slovacia a primit dreptul de a organiza ediția din 2017 a Campionatului European U17.

## Sălile
Două săli din orașul Michalovce au găzduit toate partidele care se dispută la turneul final:
- Chemkostav Aréna (1.200 de locuri)[5]
- Mestská Športová Hala (1.500 de locuri)

## Echipe calificate
Pentru stabilirea echipelor calificate la turneul final au fost luați în calcul coeficienții EHF, calculați pe baza performanțelor selecționatelor naționale la toate întrecerile europene de junioare și tineret organizate începând cu Campionatul U17 din 2007 și terminând cu Campionatul U19 din 2015.
| Țara          | Calificate ca și           | Data obținerii calificării | Apariții anterioare în competiție1                                          |
| ------------- | -------------------------- | -------------------------- | --------------------------------------------------------------------------- |
| Slovacia      | Țară gazdă                 | 18 martie 2016             | 8 (1994, 1999, 2005, 2007, 2009, 2011, 2013, 2015)                          |
| Danemarca     | Conform coeficienților EHF |                            | 11 (1992, 1994, 1997, 1999, 2003, 2005, 2007, 2009, 2011, 2013, 2015)       |
| Franța        | Conform coeficienților EHF |                            | 7 (1992, 2005, 2007, 2009, 2011, 2013, 2015)                                |
| Norvegia      | Conform coeficienților EHF |                            | 9 (1992, 1994, 1997, 1999, 2007, 2009, 2011, 2013, 2015)                    |
| Rusia         | Conform coeficienților EHF |                            | 12 (1992, 1994, 1997, 1999, 2001, 2003, 2005, 2007, 2009, 2011, 2013, 2015) |
| Spania        | Conform coeficienților EHF |                            | 10 (1992, 1997, 2001, 2003, 2005, 2007, 2009, 2011, 2013, 2015)             |
| Ungaria       | Conform coeficienților EHF |                            | 11 (1992, 1994, 1997, 1999, 2001, 2003, 2005, 2009, 2011, 2013, 2015)       |
| Țările de Jos | Conform coeficienților EHF |                            | 7 (2001, 2003, 2007, 2009, 2011, 2013, 2015)                                |
| Suedia        | Conform coeficienților EHF |                            | 7 (1992, 1999, 2005, 2009, 2011, 2013, 2015)                                |
| Croația       | Conform coeficienților EHF |                            | 9 (1994, 1999, 2001, 2003, 2005, 2009, 2011, 2013, 2015)                    |
| Germania      | Conform coeficienților EHF |                            | 10 (1992, 1997, 1999, 2001, 2003, 2005, 2009, 2011, 2013, 2015)             |
| România       | Conform coeficienților EHF |                            | 12 (1992, 1994, 1997, 1999, 2001, 2003, 2005, 2007, 2009, 2011, 2013, 2015) |
| Serbia        | Conform coeficienților EHF |                            | 4 (2003, 2005, 2007, 2009)                                                  |
| Austria       | Conform coeficienților EHF |                            | 6 (1992, 1994, 1997, 2005, 2007, 2011)                                      |
| Cehia         | Conform coeficienților EHF |                            | 10 (1994, 1999, 2001, 2003, 2005, 2007, 2009, 2011, 2013, 2015)             |
| Muntenegru    | Conform coeficienților EHF |                            | 2 (2007, 2013)                                                              |

1 Bold indică echipa campioană din acel an.
2 Italic indică echipa gazdă din acel an.

## Distribuția
Selecționatele naționale calificate la turneul final au fost distribuite în patru urne de câte patru echipe. Distribuția în urne a avut la bază coeficienții valorici ai EHF: urna 1 a fost alcătuită din cele mai bune echipe, în timp ce urna a 4-a a fost formată din echipele cu cei mai slabi coeficienți EHF. Din urne, echipele au fost plasate prin tragere la sorți în patru grupe preliminare de câte patru echipe, fiecare grupă cuprinzând câte o echipă din fiecare urnă. După extragerea echipelor din urnele 1, 2 și 3, țara gazdă, Slovacia, a avut dreptul de a-și alege grupa în care să joace.
Distribuția în urnele valorice a fost următoarea:
| Urna 1                                | Urna a 2-a                                | Urna a 3-a                            | Urna a 4-a                              |
| ------------------------------------- | ----------------------------------------- | ------------------------------------- | --------------------------------------- |
| Danemarca · Franța · Norvegia · Rusia | Spania · Ungaria · Țările de Jos · Suedia | Croația · Germania · România · Serbia | Austria · Cehia · Muntenegru · Slovacia |

## Grupele preliminare
Selecționatele naționale au fost trase la sorți în patru grupe preliminare de câte patru echipe. Tragerea la sorți a avut loc în Viena, Austria, pe 27 septembrie 2016, de la ora locală 11:15, și a fost transmisă în direct pe canalul YouTube al EHF.
Echipele clasate pe primele două locuri în fiecare grupă au avansat în grupele principale. Echipele clasate pe locurile trei și patru au jucat în grupele intermediare.
|  | Echipele calificate în Grupele Principale     |
|  | Echipele retrogradate în Grupele Intermediare |

Calendarul de mai jos respectă ora de vară EET:

### Grupa A
| Echipa        | M | V | E | Î | GM | GP | G   | Pct |
| ------------- | - | - | - | - | -- | -- | --- | --- |
| Germania      | 3 | 3 | 0 | 0 | 78 | 51 | +27 | 6   |
| Rusia         | 3 | 2 | 0 | 1 | 76 | 71 | +5  | 4   |
| Țările de Jos | 3 | 1 | 0 | 2 | 90 | 96 | −6  | 2   |
| Austria       | 3 | 0 | 0 | 3 | 66 | 92 | −26 | 0   |

| 10 august 2017 14:30 | Rusia     | 15 - 19 | Germania      | Mestská Športová Hala, Michalovce Asistență: 200 Arbitri: Braseth, Sundet |
| 10 august 2017 14:30 | Maslova 5 | (6-5)   | von Pereira 7 | Mestská Športová Hala, Michalovce Asistență: 200 Arbitri: Braseth, Sundet |
| 10 august 2017 14:30 | 2× 3×     | Cronică | 8× 2×         | Mestská Športová Hala, Michalovce Asistență: 200 Arbitri: Braseth, Sundet |

| 10 august 2017 16:30 | Țările de Jos | 35 - 33 | Austria        | Mestská Športová Hala, Michalovce Asistență: 250 Arbitri: Smailagić, Smailagić |
| 10 august 2017 16:30 | Sprengers 15  | (12-13) | Marksteiner 11 | Mestská Športová Hala, Michalovce Asistență: 250 Arbitri: Smailagić, Smailagić |
| 10 august 2017 16:30 | 3×            | Cronică | 2×             | Mestská Športová Hala, Michalovce Asistență: 250 Arbitri: Smailagić, Smailagić |

| 11 august 2017 14:30 | Austria  | 23 - 29 | Rusia          | Mestská Športová Hala, Michalovce Asistență: 200 Arbitri: Stokes, Bartlett |
| 11 august 2017 14:30 | Dramac 5 | (13-12) | Mihailicenko 7 | Mestská Športová Hala, Michalovce Asistență: 200 Arbitri: Stokes, Bartlett |
| 11 august 2017 14:30 | 1× 2×    | Cronică | 1× 3×          | Mestská Športová Hala, Michalovce Asistență: 200 Arbitri: Stokes, Bartlett |

| 11 august 2017 16:30 | Germania    | 31 - 26 | Țările de Jos | Mestská Športová Hala, Michalovce Asistență: 200 Arbitri: Braseth, Sundet |
| 11 august 2017 16:30 | Bleckmann 6 | (16-12) | Sprengers 11  | Mestská Športová Hala, Michalovce Asistență: 200 Arbitri: Braseth, Sundet |
| 11 august 2017 16:30 | 3×          | Cronică | 4× 3×         | Mestská Športová Hala, Michalovce Asistență: 200 Arbitri: Braseth, Sundet |

| 13 august 2017 14:30 | Rusia           | 32 - 29 | Țările de Jos | Mestská Športová Hala, Michalovce Asistență: 300 Arbitri: Budzák, Záhradník |
| 13 august 2017 14:30 | Mihailicenko 11 | (18-15) | Sprengers 11  | Mestská Športová Hala, Michalovce Asistență: 300 Arbitri: Budzák, Záhradník |
| 13 august 2017 14:30 | 8× 2×           | Cronică | 4× 3×         | Mestská Športová Hala, Michalovce Asistență: 300 Arbitri: Budzák, Záhradník |

| 13 august 2017 16:30 | Germania      | 28 - 10 | Austria        | Mestská Športová Hala, Michalovce Asistență: 200 Arbitri: Hatipoğlu, Şimşek |
| 13 august 2017 16:30 | von Pereira 5 | (17-4)  | 10 jucătoare 1 | Mestská Športová Hala, Michalovce Asistență: 200 Arbitri: Hatipoğlu, Şimşek |
| 13 august 2017 16:30 | 2× 3×         | Cronică | 1× 3×          | Mestská Športová Hala, Michalovce Asistență: 200 Arbitri: Hatipoğlu, Şimşek |

### Grupa B
| Echipa     | M | V | E | Î | GM | GP | G   | Pct |
| ---------- | - | - | - | - | -- | -- | --- | --- |
| Ungaria    | 3 | 3 | 0 | 0 | 83 | 71 | +12 | 6   |
| Danemarca  | 3 | 2 | 0 | 1 | 71 | 64 | +7  | 4   |
| Muntenegru | 3 | 1 | 0 | 2 | 59 | 69 | −10 | 2   |
| Croația    | 3 | 0 | 0 | 3 | 58 | 67 | −9  | 0   |

| 10 august 2017 18:30 | Danemarca    | 22 - 20 | Croația    | Mestská Športová Hala, Michalovce Asistență: 200 Arbitri: Sa, Sa |
| 10 august 2017 18:30 | Steffensen 8 | (11-12) | Franušić 7 | Mestská Športová Hala, Michalovce Asistență: 200 Arbitri: Sa, Sa |
| 10 august 2017 18:30 | 2×           | Cronică | 2× 3×      | Mestská Športová Hala, Michalovce Asistență: 200 Arbitri: Sa, Sa |

| 10 august 2017 20:30 | Ungaria            | 30 - 23 | Muntenegru | Mestská Športová Hala, Michalovce Asistență: 200 Arbitri: Budzák, Záhradník |
| 10 august 2017 20:30 | Borgyos, Schatzl 5 | (16-8)  | Knežević 8 | Mestská Športová Hala, Michalovce Asistență: 200 Arbitri: Budzák, Záhradník |
| 10 august 2017 20:30 | 4× 3×              | Cronică | 5× 3×      | Mestská Športová Hala, Michalovce Asistență: 200 Arbitri: Budzák, Záhradník |

| 11 august 2017 18:30 | Muntenegru | 13 - 22 | Danemarca            | Mestská Športová Hala, Michalovce Asistență: 200 Arbitri: Buțkevici, Buțkevici |
| 11 august 2017 18:30 | Knežević 6 | (8-8)   | Hansen, Steffensen 5 | Mestská Športová Hala, Michalovce Asistență: 200 Arbitri: Buțkevici, Buțkevici |
| 11 august 2017 18:30 | 6× 3×      | Cronică | 3×                   | Mestská Športová Hala, Michalovce Asistență: 200 Arbitri: Buțkevici, Buțkevici |

| 11 august 2017 20:30 | Croația  | 21 - 22 | Ungaria | Mestská Športová Hala, Michalovce Asistență: 250 Arbitri: Hatipoğlu, Şimşek |
| 11 august 2017 20:30 | Petika 8 | (10-12) | Pál 7   | Mestská Športová Hala, Michalovce Asistență: 250 Arbitri: Hatipoğlu, Şimşek |
| 11 august 2017 20:30 | 5× 3×    | Cronică | 6× 3×   | Mestská Športová Hala, Michalovce Asistență: 250 Arbitri: Hatipoğlu, Şimşek |

| 13 august 2017 18:30 | Danemarca | 27 - 31 | Ungaria | Mestská Športová Hala, Michalovce Asistență: 250 Arbitri: Lidacka, Lesiak |
| 13 august 2017 18:30 | Hansen 8  | (15-16) | Pál 11  | Mestská Športová Hala, Michalovce Asistență: 250 Arbitri: Lidacka, Lesiak |
| 13 august 2017 18:30 | 4× 2×     | Cronică | 3×      | Mestská Športová Hala, Michalovce Asistență: 250 Arbitri: Lidacka, Lesiak |

| 13 august 2017 20:30 | Croația | 17 - 23 | Muntenegru           | Mestská Športová Hala, Michalovce Asistență: 150 Arbitri: Smailagić, Smailagić |
| 13 august 2017 20:30 | Malec 4 | (8-10)  | Knežević, Vukčević 5 | Mestská Športová Hala, Michalovce Asistență: 150 Arbitri: Smailagić, Smailagić |
| 13 august 2017 20:30 | 5× 3×   | Cronică | 7× 3×                | Mestská Športová Hala, Michalovce Asistență: 150 Arbitri: Smailagić, Smailagić |

### Grupa C
| Echipa  | M | V | E | Î | GM | GP | G  | Pct |
| ------- | - | - | - | - | -- | -- | -- | --- |
| România | 3 | 2 | 1 | 0 | 77 | 71 | +6 | 5   |
| Franța  | 3 | 1 | 1 | 1 | 70 | 68 | +2 | 3   |
| Suedia  | 3 | 1 | 1 | 1 | 67 | 66 | +1 | 3   |
| Cehia   | 3 | 0 | 1 | 2 | 65 | 74 | −9 | 1   |

| 10 august 2017 14:30 | Franța     | 23 - 26 | România | Chemkostav Aréna, Michalovce Asistență: 100 Arbitri: Korja, Metsämäki |
| 10 august 2017 14:30 | Leblevec 5 | (10-11) | Popa 7  | Chemkostav Aréna, Michalovce Asistență: 100 Arbitri: Korja, Metsämäki |
| 10 august 2017 14:30 | 4× 2×      | Cronică | 1× 2×   | Chemkostav Aréna, Michalovce Asistență: 100 Arbitri: Korja, Metsämäki |

| 10 august 2017 16:30 | Suedia | 23 - 19 | Cehia    | Chemkostav Aréna, Michalovce Asistență: 250 Arbitri: Lidacka, Lesiak |
| 10 august 2017 16:30 | Dano 7 | (9-9)   | Hubová 5 | Chemkostav Aréna, Michalovce Asistență: 250 Arbitri: Lidacka, Lesiak |
| 10 august 2017 16:30 | 3×     | Cronică | 5× 2×    | Chemkostav Aréna, Michalovce Asistență: 250 Arbitri: Lidacka, Lesiak |

| 11 august 2017 14:30 | Cehia               | 19 - 24 | Franța  | Chemkostav Aréna, Michalovce Asistență: 100 Arbitri: Sa, Sa |
| 11 august 2017 14:30 | Franková, Šmrhová 3 | (8-12)  | Moore 8 | Chemkostav Aréna, Michalovce Asistență: 100 Arbitri: Sa, Sa |
| 11 august 2017 14:30 | 6× 1×               | Cronică | 3× 1×   | Chemkostav Aréna, Michalovce Asistență: 100 Arbitri: Sa, Sa |

| 11 august 2017 16:30 | România | 24 - 21 | Suedia     | Chemkostav Aréna, Michalovce Asistență: 275 Arbitri: Duplîi, Kaverina |
| 11 august 2017 16:30 | Popa 9  | (8-14)  | Dahlberg 6 | Chemkostav Aréna, Michalovce Asistență: 275 Arbitri: Duplîi, Kaverina |
| 11 august 2017 16:30 | 3×      | Cronică | 3×         | Chemkostav Aréna, Michalovce Asistență: 275 Arbitri: Duplîi, Kaverina |

| 13 august 2017 14:30 | Franța  | 23 - 23 | Suedia | Chemkostav Aréna, Michalovce Asistență: 250 Arbitri: Stokes, Bartlett |
| 13 august 2017 14:30 | Foppa 9 | (12-11) | Dano 8 | Chemkostav Aréna, Michalovce Asistență: 250 Arbitri: Stokes, Bartlett |
| 13 august 2017 14:30 | 4× 3×   | Cronică | 4× 2×  | Chemkostav Aréna, Michalovce Asistență: 250 Arbitri: Stokes, Bartlett |

| 13 august 2017 16:30 | România | 27 - 27 | Cehia                   | Chemkostav Aréna, Michalovce Asistență: 500 Arbitri: Sa, Sa |
| 13 august 2017 16:30 | Ilie 7  | (15-16) | Franková, Vavroušková 5 | Chemkostav Aréna, Michalovce Asistență: 500 Arbitri: Sa, Sa |
| 13 august 2017 16:30 | 3× 2×   | Cronică | 3×                      | Chemkostav Aréna, Michalovce Asistență: 500 Arbitri: Sa, Sa |

### Grupa D
| Echipa   | M | V | E | Î | GM | GP | G   | Pct |
| -------- | - | - | - | - | -- | -- | --- | --- |
| Norvegia | 3 | 2 | 0 | 1 | 73 | 66 | +7  | 4   |
| Spania   | 3 | 2 | 0 | 1 | 86 | 73 | +13 | 4   |
| Slovacia | 3 | 1 | 1 | 1 | 68 | 77 | −9  | 3   |
| Serbia   | 3 | 0 | 1 | 2 | 55 | 66 | −11 | 1   |

| 10 august 2017 18:30 | Spania            | 36 - 25 | Slovacia    | Chemkostav Aréna, Michalovce Asistență: 700 Arbitri: Duplîi, Kaverina |
| 10 august 2017 18:30 | Sobrepera Casol 7 | (20-12) | Popovcová 9 | Chemkostav Aréna, Michalovce Asistență: 700 Arbitri: Duplîi, Kaverina |
| 10 august 2017 18:30 | 2× 3×             | Cronică | 3×          | Chemkostav Aréna, Michalovce Asistență: 700 Arbitri: Duplîi, Kaverina |

| 10 august 2017 20:30 | Norvegia          | 23 - 16 | Serbia                   | Chemkostav Aréna, Michalovce Asistență: 150 Arbitri: Stokes, Bartlett |
| 10 august 2017 20:30 | Nordvang, Novak 5 | (12-8)  | Jovović, Lazić, Stošić 3 | Chemkostav Aréna, Michalovce Asistență: 150 Arbitri: Stokes, Bartlett |
| 10 august 2017 20:30 | 3× 2×             | Cronică | 2×                       | Chemkostav Aréna, Michalovce Asistență: 150 Arbitri: Stokes, Bartlett |

| 11 august 2017 18:30 | Slovacia    | 25 - 23 | Norvegia         | Chemkostav Aréna, Michalovce Asistență: 1.000 Arbitri: Lidacka, Lesiak |
| 11 august 2017 18:30 | Lanczová 13 | (9-13)  | Arnesen, Svele 6 | Chemkostav Aréna, Michalovce Asistență: 1.000 Arbitri: Lidacka, Lesiak |
| 11 august 2017 18:30 | 4× 3×       | Cronică | 2×               | Chemkostav Aréna, Michalovce Asistență: 1.000 Arbitri: Lidacka, Lesiak |

| 11 august 2017 20:30 | Serbia      | 21 - 25 | Spania             | Chemkostav Aréna, Michalovce Asistență: 550 Arbitri: Korja, Metsämäki |
| 11 august 2017 20:30 | Bogunović 5 | (13-11) | Sobrepera Casol 12 | Chemkostav Aréna, Michalovce Asistență: 550 Arbitri: Korja, Metsämäki |
| 11 august 2017 20:30 | 7× 2× 1×    | Cronică | 2× 1×              | Chemkostav Aréna, Michalovce Asistență: 550 Arbitri: Korja, Metsämäki |

| 13 august 2017 18:30 | Serbia    | 18 - 18 | Slovacia   | Chemkostav Aréna, Michalovce Asistență: 1.600 Arbitri: Buțkevici, Buțkevici |
| 13 august 2017 18:30 | Jovović 6 | (9-9)   | Lanczová 6 | Chemkostav Aréna, Michalovce Asistență: 1.600 Arbitri: Buțkevici, Buțkevici |
| 13 august 2017 18:30 | 7× 3× 1×  | Cronică | 3×         | Chemkostav Aréna, Michalovce Asistență: 1.600 Arbitri: Buțkevici, Buțkevici |

| 13 august 2017 20:30 | Norvegia                   | 27 - 25 | Spania           | Chemkostav Aréna, Michalovce Asistență: 300 Arbitri: Duplîi, Kaverina |
| 13 august 2017 20:30 | Arnesen, Nordvang, Svele 4 | (15-12) | Valles Becerra 6 | Chemkostav Aréna, Michalovce Asistență: 300 Arbitri: Duplîi, Kaverina |
| 13 august 2017 20:30 | 4× 2×                      | Cronică | 1× 2×            | Chemkostav Aréna, Michalovce Asistență: 300 Arbitri: Duplîi, Kaverina |

## Grupele intermediare
Selecționatele naționale clasate pe ultimele două locuri în grupele preliminare au fost distribuite în două grupe intermediare: grupa I1, în care au jucat echipele din grupele preliminare A și B, respectiv grupa I2, în care au jucat echipele din grupele C și D. Formațiile au intrat în grupele intermediare păstrându-și punctele și golaverajul rezultate în urma meciurilor directe din grupele principale.
Calendarul de mai jos respectă ora de vară EET:

### Grupa I1
| Echipa        | M | V | E | Î | GM | GP | G   | Pct |
| ------------- | - | - | - | - | -- | -- | --- | --- |
| Țările de Jos | 3 | 3 | 0 | 0 | 87 | 78 | +9  | 6   |
| Muntenegru    | 3 | 2 | 0 | 1 | 63 | 59 | +4  | 4   |
| Austria       | 3 | 1 | 0 | 2 | 84 | 83 | +1  | 2   |
| Croația       | 3 | 0 | 0 | 3 | 70 | 84 | −14 | 0   |

| 15 august 2017 14:30 | Austria     | 29 - 23 | Croația           | Mestská Športová Hala, Michalovce Asistență: 150 Arbitri: Braseth, Sundet |
| 15 august 2017 14:30 | Failmayer 6 | (13-13) | Guskić, Miholić 5 | Mestská Športová Hala, Michalovce Asistență: 150 Arbitri: Braseth, Sundet |
| 15 august 2017 14:30 | 3×          | Cronică | 3× 2×             | Mestská Športová Hala, Michalovce Asistență: 150 Arbitri: Braseth, Sundet |

| 15 august 2017 16:30 | Țările de Jos | 20 - 15 | Muntenegru | Mestská Športová Hala, Michalovce Asistență: 100 Arbitri: Korja, Metsämäki |
| 15 august 2017 16:30 | Sprengers 8   | (10-9)  | Radović 6  | Mestská Športová Hala, Michalovce Asistență: 100 Arbitri: Korja, Metsämäki |
| 15 august 2017 16:30 | 2×            | Cronică | 7× 3×      | Mestská Športová Hala, Michalovce Asistență: 100 Arbitri: Korja, Metsämäki |

| 16 august 2017 14:30 | Croația | 30 - 32 | Țările de Jos | Mestská Športová Hala, Michalovce Asistență: 200 Arbitri: Buțkevici, Buțkevici |
| 16 august 2017 14:30 | Malec 8 | (17-14) | Krullaars 7   | Mestská Športová Hala, Michalovce Asistență: 200 Arbitri: Buțkevici, Buțkevici |
| 16 august 2017 14:30 | 6× 3×   | Cronică | 4× 3×         | Mestská Športová Hala, Michalovce Asistență: 200 Arbitri: Buțkevici, Buțkevici |

| 16 august 2017 16:30 | Muntenegru | 25 - 22 | Austria    | Mestská Športová Hala, Michalovce Asistență: 200 Arbitri: Hatipoğlu, Şimşek |
| 16 august 2017 16:30 | Raičević 6 | (10-12) | Neidhart 6 | Mestská Športová Hala, Michalovce Asistență: 200 Arbitri: Hatipoğlu, Şimşek |
| 16 august 2017 16:30 | 8× 2×      | Cronică | 2× 3×      | Mestská Športová Hala, Michalovce Asistență: 200 Arbitri: Hatipoğlu, Şimşek |

### Grupa I2
| Echipa   | M | V | E | Î | GM | GP | G   | Pct |
| -------- | - | - | - | - | -- | -- | --- | --- |
| Suedia   | 3 | 3 | 0 | 0 | 69 | 56 | +13 | 6   |
| Slovacia | 3 | 1 | 1 | 1 | 61 | 62 | −1  | 3   |
| Cehia    | 3 | 1 | 0 | 2 | 58 | 64 | −6  | 2   |
| Serbia   | 3 | 0 | 1 | 2 | 53 | 59 | −6  | 1   |

| 15 august 2017 14:30 | Cehia                    | 21 - 20 | Serbia            | Chemkostav Aréna, Michalovce Asistență: 200 Arbitri: Duplîi, Kaverina |
| 15 august 2017 14:30 | Ševčíková, Vavroušková 5 | (11-8)  | Jovović, Stošić 5 | Chemkostav Aréna, Michalovce Asistență: 200 Arbitri: Duplîi, Kaverina |
| 15 august 2017 14:30 | 6× 3× 1×                 | Cronică | 3×                | Chemkostav Aréna, Michalovce Asistență: 200 Arbitri: Duplîi, Kaverina |

| 15 august 2017 16:30 | Suedia       | 26 - 22 | Slovacia    | Chemkostav Aréna, Michalovce Asistență: 500 Arbitri: Hatipoğlu, Şimşek |
| 15 august 2017 16:30 | Andersson 10 | (11-14) | Popovcová 7 | Chemkostav Aréna, Michalovce Asistență: 500 Arbitri: Hatipoğlu, Şimşek |
| 15 august 2017 16:30 | 2×           | Cronică | 2× 3×       | Chemkostav Aréna, Michalovce Asistență: 500 Arbitri: Hatipoğlu, Şimşek |

| 16 august 2017 14:30 | Serbia    | 15 - 20 | Suedia  | Chemkostav Aréna, Michalovce Asistență: 200 Arbitri: Sa, Sa |
| 16 august 2017 14:30 | Jovović 5 | (7-11)  | Dano 10 | Chemkostav Aréna, Michalovce Asistență: 200 Arbitri: Sa, Sa |
| 16 august 2017 14:30 | 5× 2× 1×  | Cronică | 3×      | Chemkostav Aréna, Michalovce Asistență: 200 Arbitri: Sa, Sa |

| 16 august 2017 16:30 | Slovacia    | 21 - 18 | Cehia                   | Chemkostav Aréna, Michalovce Asistență: 500 Arbitri: Korja, Metsämäki |
| 16 august 2017 16:30 | Popovcová 8 | (10-13) | Franková, Vavroušková 4 | Chemkostav Aréna, Michalovce Asistență: 500 Arbitri: Korja, Metsämäki |
| 16 august 2017 16:30 | 4× 3×       | Cronică | 5× 2×                   | Chemkostav Aréna, Michalovce Asistență: 500 Arbitri: Korja, Metsämäki |

## Grupele principale
Selecționatele naționale clasate pe primele două locuri în cele patru grupe preliminare au avansat în două grupe principale: grupa M1, în care au jucat echipele din grupele preliminare A și B, respectiv grupa M2, în care au jucat echipele din grupele C și D. Formațiile calificate au intrat în grupele principale păstrându-și punctele și golaverajul rezultate în urma meciurilor directe din grupele principale.
|  | Echipele calificate în semifinale |

Calendarul de mai jos respectă ora de vară EET:

### Grupa M1
| Echipa    | M | V | E | Î | GM | GP | G   | Pct |
| --------- | - | - | - | - | -- | -- | --- | --- |
| Ungaria   | 3 | 2 | 1 | 0 | 81 | 71 | +10 | 5   |
| Germania  | 3 | 2 | 1 | 0 | 64 | 58 | +6  | 5   |
| Danemarca | 3 | 1 | 0 | 2 | 66 | 68 | −2  | 2   |
| Rusia     | 3 | 0 | 0 | 3 | 51 | 65 | −14 | 0   |

| 15 august 2017 18:30 | Rusia         | 17 - 21 | Danemarca | Mestská Športová Hala, Michalovce Asistență: 200 Arbitri: Stokes, Bartlett |
| 15 august 2017 18:30 | Sinelnikova 5 | (9-11)  | Møller 5  | Mestská Športová Hala, Michalovce Asistență: 200 Arbitri: Stokes, Bartlett |
| 15 august 2017 18:30 | 4× 3×         | Cronică | 2×        | Mestská Športová Hala, Michalovce Asistență: 200 Arbitri: Stokes, Bartlett |

| 15 august 2017 20:30 | Germania      | 25 - 25 | Ungaria  | Mestská Športová Hala, Michalovce Asistență: 200 Arbitri: Budzák, Záhradník |
| 15 august 2017 20:30 | von Pereira 9 | (13-12) | Pál 7    | Mestská Športová Hala, Michalovce Asistență: 200 Arbitri: Budzák, Záhradník |
| 15 august 2017 20:30 | 5× 3×         | Cronică | 5× 2× 1× | Mestská Športová Hala, Michalovce Asistență: 200 Arbitri: Budzák, Záhradník |

| 16 august 2017 18:30 | Danemarca     | 18 - 20 | Germania                 | Mestská Športová Hala, Michalovce Asistență: 200 Arbitri: Smailagić, Smailagić |
| 16 august 2017 18:30 | Steffensen 10 | (7-12)  | Bleckmann, von Pereira 6 | Mestská Športová Hala, Michalovce Asistență: 200 Arbitri: Smailagić, Smailagić |
| 16 august 2017 18:30 | 4× 2×         | Cronică | 4× 2×                    | Mestská Športová Hala, Michalovce Asistență: 200 Arbitri: Smailagić, Smailagić |

| 16 august 2017 20:30 | Ungaria  | 25 - 19 | Rusia          | Mestská Športová Hala, Michalovce Asistență: 200 Arbitri: Braseth, Sundet |
| 16 august 2017 20:30 | Kácsor 7 | (11-9)  | Mihailicenko 5 | Mestská Športová Hala, Michalovce Asistență: 200 Arbitri: Braseth, Sundet |
| 16 august 2017 20:30 | 5× 3×    | Cronică | 6× 3×          | Mestská Športová Hala, Michalovce Asistență: 200 Arbitri: Braseth, Sundet |

### Grupa M2
| Echipa   | M | V | E | Î | GM | GP | G  | Pct |
| -------- | - | - | - | - | -- | -- | -- | --- |
| Franța   | 3 | 2 | 0 | 1 | 78 | 69 | +9 | 4   |
| Norvegia | 3 | 2 | 0 | 1 | 73 | 74 | −1 | 4   |
| Spania   | 3 | 1 | 0 | 2 | 74 | 79 | −5 | 2   |
| România  | 3 | 1 | 0 | 2 | 72 | 75 | −3 | 2   |

| 15 august 2017 18:30 | Franța   | 29 - 24 | Spania            | Chemkostav Aréna, Michalovce Asistență: 300 Arbitri: Buțkevici, Buțkevici |
| 15 august 2017 18:30 | Foppa 14 | (14-8)  | Sobrepera Casol 8 | Chemkostav Aréna, Michalovce Asistență: 300 Arbitri: Buțkevici, Buțkevici |
| 15 august 2017 18:30 | 5× 3×    | Cronică | 2× 3×             | Chemkostav Aréna, Michalovce Asistență: 300 Arbitri: Buțkevici, Buțkevici |

| 15 august 2017 20:30 | România | 23 - 27 | Norvegia  | Chemkostav Aréna, Michalovce Asistență: 150 Arbitri: Smailagić, Smailagić |
| 15 august 2017 20:30 | Popa 8  | (11-10) | Arnesen 6 | Chemkostav Aréna, Michalovce Asistență: 150 Arbitri: Smailagić, Smailagić |
| 15 august 2017 20:30 | 4× 3×   | Cronică | 2× 3×     | Chemkostav Aréna, Michalovce Asistență: 150 Arbitri: Smailagić, Smailagić |

| 16 august 2017 18:30 | Spania            | 25 - 23 | România    | Chemkostav Aréna, Michalovce Asistență: 300 Arbitri: Lidacka, Lesiak |
| 16 august 2017 18:30 | Sobrepera Casol 5 | (14-14) | Târșoagă 6 | Chemkostav Aréna, Michalovce Asistență: 300 Arbitri: Lidacka, Lesiak |
| 16 august 2017 18:30 | 3×                | Cronică | 5× 2×      | Chemkostav Aréna, Michalovce Asistență: 300 Arbitri: Lidacka, Lesiak |

| 15 august 2017 20:30 | Norvegia    | 19 - 26 | Franța              | Chemkostav Aréna, Michalovce Asistență: 350 Arbitri: Budzák, Záhradník |
| 15 august 2017 20:30 | Kjølholdt 5 | (10-14) | Jacques, Lachaize 5 | Chemkostav Aréna, Michalovce Asistență: 350 Arbitri: Budzák, Záhradník |
| 15 august 2017 20:30 | 3×          | Cronică | 5× 2×               | Chemkostav Aréna, Michalovce Asistență: 350 Arbitri: Budzák, Záhradník |

## Meciurile pentru locurile 13–16

### Schemă
|  | Meciurile pentru locurile 13-16 | Meciurile pentru locurile 13-16 |    |                   | Meciul pentru locul 13 | Meciul pentru locul 13 |  |
|  |                                 |                                 |    |                   |                        |                        |  |
|  | 18 august – 13:30               |                                 |    |                   |                        |                        |  |
|  | Austria                         | 23                              |    |                   |                        |                        |  |
|  | Serbia                          | 22                              |    |                   |                        |                        |  |
|  |                                 |                                 |    |                   |                        |                        |  |
|  |                                 |                                 |    |                   | 19 august – 16:00      |                        |  |
|  |                                 |                                 |    |                   | Austria                | 27                     |  |
|  |                                 | Croația                         | 34 |                   |                        |                        |  |
|  |                                 |                                 |    |                   |                        |                        |  |
|  |                                 |                                 |    |                   |                        |                        |  |
|  |                                 |                                 |    |                   | Meciul pentru locul 15 |                        |  |
|  | 18 august – 16:00               | 18 august – 16:00               |    | 19 august – 13:30 | 19 august – 13:30      |                        |  |
|  | Cehia                           | 22                              |    | Serbia            | 17                     |                        |  |
|  | Croația                         | 26                              |    |                   | Cehia                  | 27                     |  |

| 18 august 2017 13:30 | Austria    | 23 - 22 | Serbia    | Mestská Športová Hala, Michalovce Asistență: 50 Arbitri: Lidacka, Lesiak |
| 18 august 2017 13:30 | Neidhart 6 | (15-10) | Jovović 7 | Mestská Športová Hala, Michalovce Asistență: 50 Arbitri: Lidacka, Lesiak |
| 18 august 2017 13:30 | 3× 2×      | Cronică | 3× 2×     | Mestská Športová Hala, Michalovce Asistență: 50 Arbitri: Lidacka, Lesiak |

| 18 august 2017 16:00 | Cehia      | 22 - 26 | Croația            | Mestská Športová Hala, Michalovce Asistență: 180 Arbitri: Smailagić, Smailagić |
| 18 august 2017 16:00 | Smetková 5 | (11-13) | Franušić, Petika 6 | Mestská Športová Hala, Michalovce Asistență: 180 Arbitri: Smailagić, Smailagić |
| 18 august 2017 16:00 | 4× 2×      | Cronică | 6× 3× 1×           | Mestská Športová Hala, Michalovce Asistență: 180 Arbitri: Smailagić, Smailagić |

### Meciul pentru locul 15
| 19 august 2017 13:30 | Serbia   | 17 - 27 | Cehia         | Mestská Športová Hala, Michalovce Asistență: 40 Arbitri: Korja, Metsämäki |
| 19 august 2017 13:30 | Stošić 4 | (9-16)  | Vavroušková 5 | Mestská Športová Hala, Michalovce Asistență: 40 Arbitri: Korja, Metsämäki |
| 19 august 2017 13:30 | 2× 1×    | Cronică | 2×            | Mestská Športová Hala, Michalovce Asistență: 40 Arbitri: Korja, Metsämäki |

### Meciul pentru locul 13
| 19 august 2017 16:00 | Austria  | 27 - 34 | Croația  | Mestská Športová Hala, Michalovce Asistență: 220 Arbitri: Budzák, Záhradník |
| 19 august 2017 16:00 | Kofler 7 | (13-16) | Guskić 8 | Mestská Športová Hala, Michalovce Asistență: 220 Arbitri: Budzák, Záhradník |
| 19 august 2017 16:00 | 4× 3×    | Cronică | 6× 3×    | Mestská Športová Hala, Michalovce Asistență: 220 Arbitri: Budzák, Záhradník |

## Meciurile pentru locurile 9–12

### Schemă
|  | Meciurile pentru locurile 9-12 | Meciurile pentru locurile 9-12 |    |                   | Meciul pentru locul 9  | Meciul pentru locul 9 |  |
|  |                                |                                |    |                   |                        |                       |  |
|  | 18 august – 18:30              |                                |    |                   |                        |                       |  |
|  | Țările de Jos                  | 26                             |    |                   |                        |                       |  |
|  | Slovacia                       | 24                             |    |                   |                        |                       |  |
|  |                                |                                |    |                   |                        |                       |  |
|  |                                |                                |    |                   | 19 august – 21:00      |                       |  |
|  |                                |                                |    |                   | Țările de Jos          | 20                    |  |
|  |                                | Suedia                         | 31 |                   |                        |                       |  |
|  |                                |                                |    |                   |                        |                       |  |
|  |                                |                                |    |                   |                        |                       |  |
|  |                                |                                |    |                   | Meciul pentru locul 11 |                       |  |
|  | 18 august – 21:00              | 18 august – 21:00              |    | 19 august – 18:30 | 19 august – 18:30      |                       |  |
|  | Suedia                         | 28                             |    | Slovacia          | 20                     |                       |  |
|  | Muntenegru                     | 19                             |    |                   | Muntenegru             | 22                    |  |

| 18 august 2017 18:30 | Țările de Jos | 26 - 24 | Slovacia              | Mestská Športová Hala, Michalovce Asistență: 500 Arbitri: Sa, Sa |
| 18 august 2017 18:30 | Krullaars 10  | (13-12) | Lanczová, Popovcová 6 | Mestská Športová Hala, Michalovce Asistență: 500 Arbitri: Sa, Sa |
| 18 august 2017 18:30 | 4× 3×         | Cronică | 2× 3×                 | Mestská Športová Hala, Michalovce Asistență: 500 Arbitri: Sa, Sa |

| 18 august 2017 21:00 | Suedia  | 28 - 19 | Muntenegru | Mestská Športová Hala, Michalovce Asistență: 150 Arbitri: Buțkevici, Buțkevici |
| 18 august 2017 21:00 | Dano 11 | (16-10) | Radović 5  | Mestská Športová Hala, Michalovce Asistență: 150 Arbitri: Buțkevici, Buțkevici |
| 18 august 2017 21:00 | 3×      | Cronică | 5× 2× 1×   | Mestská Športová Hala, Michalovce Asistență: 150 Arbitri: Buțkevici, Buțkevici |

### Meciul pentru locul 11
| 19 august 2017 18:30 | Slovacia    | 20 - 22 | Muntenegru | Mestská Športová Hala, Michalovce Asistență: 400 Arbitri: Stokes, Bartlett |
| 19 august 2017 18:30 | Popovcová 5 | (11-13) | Godeč 10   | Mestská Športová Hala, Michalovce Asistență: 400 Arbitri: Stokes, Bartlett |
| 19 august 2017 18:30 | 5× 1×       | Cronică | 4× 3×      | Mestská Športová Hala, Michalovce Asistență: 400 Arbitri: Stokes, Bartlett |

### Meciul pentru locul 9
| 19 august 2017 21:00 | Țările de Jos        | 20 - 31 | Suedia       | Mestská Športová Hala, Michalovce Asistență: 200 Arbitri: Hatipoğlu, Şimşek |
| 19 august 2017 21:00 | de Jong, Krullaars 3 | (11-15) | Dahlström 10 | Mestská Športová Hala, Michalovce Asistență: 200 Arbitri: Hatipoğlu, Şimşek |
| 19 august 2017 21:00 | 2×                   | Cronică | 5× 3×        | Mestská Športová Hala, Michalovce Asistență: 200 Arbitri: Hatipoğlu, Şimşek |

## Meciurile pentru locurile 5–8

### Schemă
|  | Meciurile pentru locurile 5-8 | Meciurile pentru locurile 5-8 |    |                   | Meciul pentru locul 5 | Meciul pentru locul 5 |  |
|  |                               |                               |    |                   |                       |                       |  |
|  | 18 august – 13:30             |                               |    |                   |                       |                       |  |
|  | Danemarca                     | 30                            |    |                   |                       |                       |  |
|  | România                       | 29                            |    |                   |                       |                       |  |
|  |                               |                               |    |                   |                       |                       |  |
|  |                               |                               |    |                   | 20 august – 13:30     |                       |  |
|  |                               |                               |    |                   | Danemarca             | 24                    |  |
|  |                               | Rusia                         | 32 |                   |                       |                       |  |
|  |                               |                               |    |                   |                       |                       |  |
|  |                               |                               |    |                   |                       |                       |  |
|  |                               |                               |    |                   | Meciul pentru locul 7 |                       |  |
|  | 18 august – 16:00             | 18 august – 16:00             |    | 20 august – 11:00 | 20 august – 11:00     |                       |  |
|  | Spania                        | 27                            |    | România           | 30                    |                       |  |
|  | Rusia                         | 28                            |    |                   | Spania                | 25                    |  |

| 18 august 2017 13:30 | Danemarca            | 30 - 29 (Prel.) | România | Chemkostav Aréna, Michalovce Asistență: 300 Arbitri: Braseth, Sundet |
| 18 august 2017 13:30 | Hansen 8             | (12-15)         | Popa 6  | Chemkostav Aréna, Michalovce Asistență: 300 Arbitri: Braseth, Sundet |
| 18 august 2017 13:30 | 2×                   | Cronică         | 3×      | Chemkostav Aréna, Michalovce Asistență: 300 Arbitri: Braseth, Sundet |
| 18 august 2017 13:30 | FT: 26-26 Prel.: 4-3 |                 |         | Chemkostav Aréna, Michalovce Asistență: 300 Arbitri: Braseth, Sundet |

| 18 august 2017 16:00 | Spania           | 27 - 28 | Rusia          | Chemkostav Aréna, Michalovce Asistență: 150 Arbitri: Korja, Metsämäki |
| 18 august 2017 16:00 | Vallina Guerra 6 | (12-17) | Mihailicenko 7 | Chemkostav Aréna, Michalovce Asistență: 150 Arbitri: Korja, Metsämäki |
| 18 august 2017 16:00 | 1× 2× 1×         | Cronică | 4× 2×          | Chemkostav Aréna, Michalovce Asistență: 150 Arbitri: Korja, Metsämäki |

### Meciul pentru locul 7
| 20 august 2017 11:00 | România | 30 - 25 | Spania           | Chemkostav Aréna, Michalovce Asistență: 150 Arbitri: Duplîi, Kaverina |
| 20 august 2017 11:00 | Popa 6  | (15-13) | Valles Becerra 5 | Chemkostav Aréna, Michalovce Asistență: 150 Arbitri: Duplîi, Kaverina |
| 20 august 2017 11:00 | 7× 2×   | Cronică | 3×               | Chemkostav Aréna, Michalovce Asistență: 150 Arbitri: Duplîi, Kaverina |

### Meciul pentru locul 5
| 20 august 2017 13:30 | Danemarca         | 24 - 32 | Rusia       | Chemkostav Aréna, Michalovce Asistență: 200 Arbitri: Buțkevici, Buțkevici |
| 20 august 2017 13:30 | Madsen, Wierzba 4 | (14-19) | Izmailova 7 | Chemkostav Aréna, Michalovce Asistență: 200 Arbitri: Buțkevici, Buțkevici |
| 20 august 2017 13:30 | 1× 3×             | Cronică | 2×          | Chemkostav Aréna, Michalovce Asistență: 200 Arbitri: Buțkevici, Buțkevici |

## Semifinalele și finala

### Schemă
|  | Semifinalele      | Semifinalele      |    |                   | Finala                | Finala |  |
|  |                   |                   |    |                   |                       |        |  |
|  | 18 august – 18:30 |                   |    |                   |                       |        |  |
|  | Ungaria           | 21                |    |                   |                       |        |  |
|  | Norvegia          | 26                |    |                   |                       |        |  |
|  |                   |                   |    |                   |                       |        |  |
|  |                   |                   |    |                   | 20 august – 18:30     |        |  |
|  |                   |                   |    |                   | Norvegia              | 18     |  |
|  |                   | Germania          | 23 |                   |                       |        |  |
|  |                   |                   |    |                   |                       |        |  |
|  |                   |                   |    |                   |                       |        |  |
|  |                   |                   |    |                   | Meciul pentru locul 3 |        |  |
|  | 18 august – 21:00 | 18 august – 21:00 |    | 20 august – 16:00 | 20 august – 16:00     |        |  |
|  | Franța            | 21                |    | Ungaria           | 32                    |        |  |
|  | Germania          | 27                |    |                   | Franța                | 18     |  |

### Semifinalele
| 18 august 2017 18:30 | Ungaria | 21 - 26 | Norvegia    | Chemkostav Aréna, Michalovce Asistență: 150 Arbitri: Stokes, Bartlett |
| 18 august 2017 18:30 | Arany 4 | (13-14) | Kjølholdt 8 | Chemkostav Aréna, Michalovce Asistență: 150 Arbitri: Stokes, Bartlett |
| 18 august 2017 18:30 | 2×      | Cronică | 1× 3×       | Chemkostav Aréna, Michalovce Asistență: 150 Arbitri: Stokes, Bartlett |

| 18 august 2017 21:00 | Franța     | 21 - 27 | Germania      | Chemkostav Aréna, Michalovce Asistență: 400 Arbitri: Budzák, Záhradník |
| 18 august 2017 21:00 | di Rocco 7 | (10-13) | von Pereira 6 | Chemkostav Aréna, Michalovce Asistență: 400 Arbitri: Budzák, Záhradník |
| 18 august 2017 21:00 | 3×         | Cronică | 5× 2×         | Chemkostav Aréna, Michalovce Asistență: 400 Arbitri: Budzák, Záhradník |

### Meciul pentru locul 3
| 20 august 2017 16:00 | Ungaria | 32 - 18 | Franța  | Chemkostav Aréna, Michalovce Asistență: 700 Arbitri: Braseth, Sundet |
| 20 august 2017 16:00 | Pál 6   | (13-9)  | Foppa 5 | Chemkostav Aréna, Michalovce Asistență: 700 Arbitri: Braseth, Sundet |
| 20 august 2017 16:00 | 2×      | Cronică | 4× 3×   | Chemkostav Aréna, Michalovce Asistență: 700 Arbitri: Braseth, Sundet |

### Finala
| 20 august 2017 18:30 | Norvegia | 18 - 23 | Germania | Chemkostav Aréna, Michalovce Asistență: 1.600 Arbitri: Lidacka, Lesiak |
| 20 august 2017 18:30 | Novak 4  | (12-9)  | Scheib 6 | Chemkostav Aréna, Michalovce Asistență: 1.600 Arbitri: Lidacka, Lesiak |
| 20 august 2017 18:30 | 5× 2×    | Cronică | 2×       | Chemkostav Aréna, Michalovce Asistență: 1.600 Arbitri: Lidacka, Lesiak |

## Clasament și statistici

### Clasamentul final
Conform paginii oficiale a EHF:
| Calificate la CM U18 din 2018 |          | Germania      | Calificate la CE U19 din 2019 |
| Calificate la CM U18 din 2018 | Norvegia |               | Calificate la CE U19 din 2019 |
| Calificate la CM U18 din 2018 | Ungaria  |               | Calificate la CE U19 din 2019 |
| Calificate la CM U18 din 2018 | 4        | Franța        | Calificate la CE U19 din 2019 |
| Calificate la CM U18 din 2018 | 5        | Rusia         | Calificate la CE U19 din 2019 |
| Calificate la CM U18 din 2018 | 6        | Danemarca     | Calificate la CE U19 din 2019 |
| Calificate la CM U18 din 2018 | 7        | România       | Calificate la CE U19 din 2019 |
| Calificate la CM U18 din 2018 | 8        | Spania        | Calificate la CE U19 din 2019 |
| Calificate la CM U18 din 2018 | 9        | Suedia        | Calificate la CE U19 din 2019 |
| Calificate la CM U18 din 2018 | 10       | Țările de Jos | Calificate la CE U19 din 2019 |
| Calificate la CM U18 din 2018 | 11       | Muntenegru    | Calificate la CE U19 din 2019 |
|                               | 12       | Slovacia      | Calificate la CE U19 din 2019 |
| 13                            | Croația  |               | Calificate la CE U19 din 2019 |
| 14                            | Austria  |               | Calificate la CE U19 din 2019 |
| 15                            | Cehia    |               |                               |
| 16                            | Serbia   |               |                               |

| Actualizat pe 20 august 2017: \| Poz. \| Nume \| Echipă \| Goluri \| \| ---- \| --------------------- \| ------------- \| ------ \| \| 1 \| Zoe Sprengers \| Țările de Jos \| 53 \| \| 2 \| Nina Dano \| Suedia \| 49 \| \| 3 \| Martina Popovcová \| Slovacia \| 43 \| \| 4 \| Elena Mihailicenko \| Rusia \| 41 \| \| 5 \| Isabelle Andersson \| Suedia \| 40 \| \| 5 \| Andreea Popa \| România \| 40 \| \| 5 \| Janna Sobrepera Casol \| Spania \| 40 \| \| 8 \| Nyala Krullaars \| Țările de Jos \| 38 \| \| 8 \| Aimée von Pereira \| Germania \| 38 \| \| 10 \| Pauletta Foppa \| Franța \| 37 \| | Conform paginii oficiale a EHF: Jucătoarea competiției (MVP) - Aimée von Pereira (GER) Cea mai bună marcatoare (golgheter) - Zoe Sprengers (NED) (53 de goluri) Cea mai bună apărătoare - Isabelle Andersson (SWE) Echipa ideală a Campionatului European - Portar: Diana Ciucă (ROU) - Extremă stânga: Anna Lena Hausherr (GER) - Inter stânga: Janna Sobrepera Casol (ESP) - Coordonator: Tamara Pál (HUN) - Pivot: Pauletta Foppa (FRA) - Inter dreapta: Valeria Maslova (RUS) - Extremă dreapta: Henrikke Hauge Kjølholdt (NOR) |               |        |
| Poz. | Nume | Echipă        | Goluri |
| 1 | Zoe Sprengers | Țările de Jos | 53     |
| 2 | Nina Dano | Suedia        | 49     |
| 3 | Martina Popovcová | Slovacia      | 43     |
| 4 | Elena Mihailicenko | Rusia         | 41     |
| 5 | Isabelle Andersson | Suedia        | 40     |
| 5 | Andreea Popa | România       | 40     |
| 5 | Janna Sobrepera Casol | Spania        | 40     |
| 8 | Nyala Krullaars | Țările de Jos | 38     |
| 8 | Aimée von Pereira | Germania      | 38     |
| 10 | Pauletta Foppa | Franța        | 37     |